# 维希站
维希站，是法国的一个铁路车站，位于法国中部城市维希。因城市名称翻译标准的不同，维希站有时也翻译成"维琪站"。

## 设施

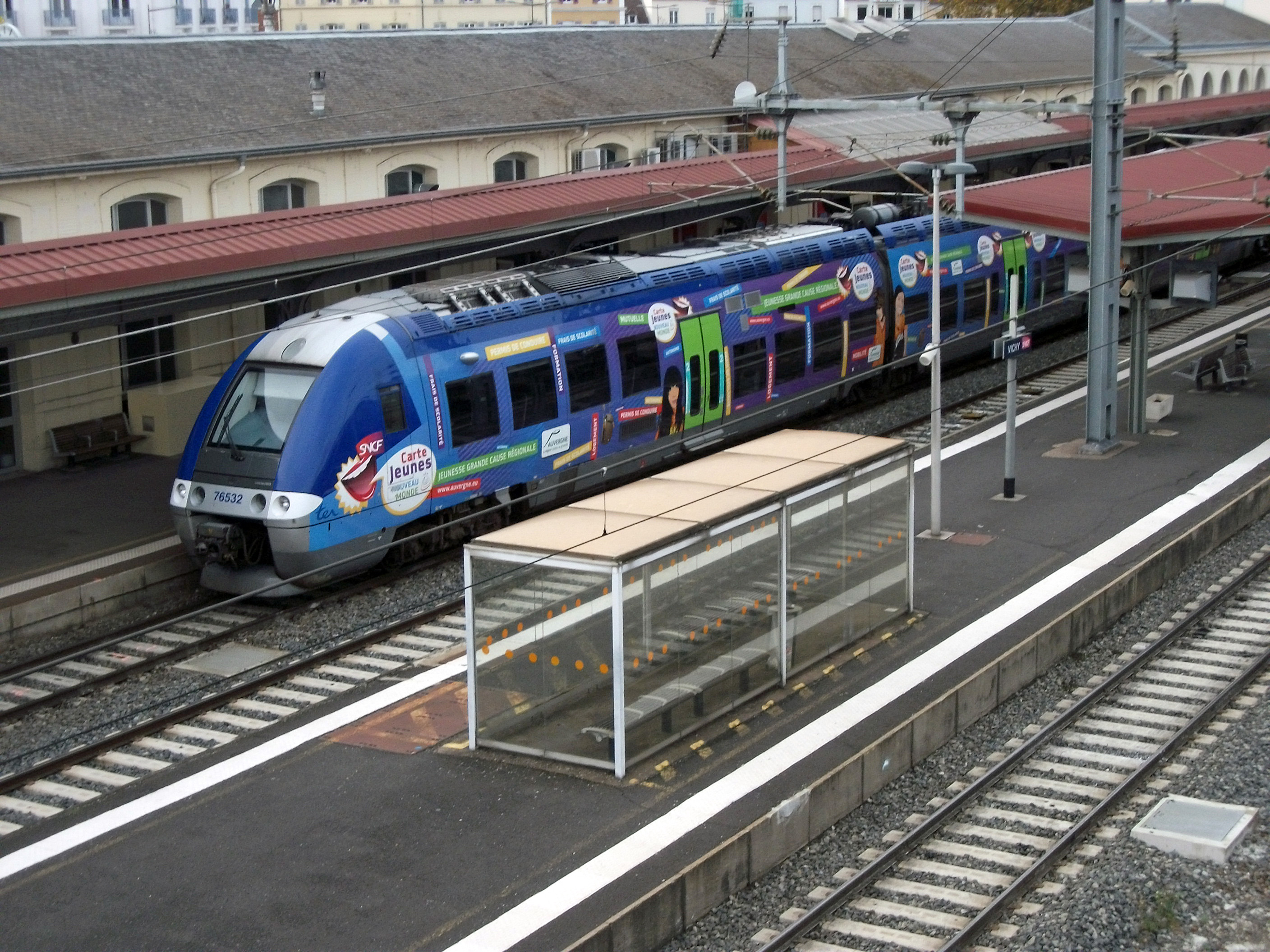
车站站台

维希站位于维希市区的东部。车站大致呈南北走向，主站房位于铁路线西侧。
维希站设有人工售票窗口，其开放时间如下：
- 周一：5:30~20:00
- 周二至五：5:40~20:00
- 周六：6:25~20:00
- 周日及节假日：8:25~20:30

此外，维希站的站内还有自动售票机等设施。车站南侧设有一处人行天桥，可与车站东侧连接。

## 停靠线路
以下列车线路在维希站停靠：
| 维希站列车线路表                               |            |            |        |              |
| 线路                                           | 车种       | 上一站     | 下一站 | 大致运行频率 |
| 巴黎—克莱蒙费朗                                | INTERCITÉS | 圣日耳曼沟 | 里永   | 每周1趟      |
| 巴黎—克莱蒙费朗                                | INTERCITÉS | 穆兰       | 里永   | 每天7趟左右  |
| 里昂佩拉什/帕丢—克莱蒙费朗                     | TER        | 罗阿讷     | 里永   | 每天8趟左右  |
| 讷韦尔—克莱蒙费朗                              | TER        | 圣日耳曼沟 | 里永   | 每天1趟      |
| 第戎—克莱蒙费朗                                | TER        | 圣日耳曼沟 | 里永   | 每天1趟      |
| 穆兰/圣日耳曼沟—克莱蒙费朗/维克勒孔特/布里武德 | TER        | 圣日耳曼沟 | 里永   | 每天10趟左右 |
| 1. 2.                                          |            |            |        |              |

## 配套交通

### 长途客车
| 停靠维希站的大巴车 |                             | |
| 上下车地点         | 运营单位                    | 主要目的地 |
| 维希站门口         | 阿列省城际客运 Trans'Allier | - B线：锡乌勒河畔圣普尔桑、蒙马洛勒、蒙吕松 - E线：科尼亚利翁、喀纳、贝勒纳弗 - F线：屈塞、默勒、勒迈埃德蒙塔尼 - G线：拉帕利斯 |
| 维希站门口         | SNCF Car TER                | - 19号线：提耶尔、昂贝尔、阿尔朗 - 当某条铁路线施工或罢工时，SNCF可能也会提供途径该线路沿途站点的大巴车                         |
| 1. 2. 3. 4.        |                             | |

### 市内交通
| 维希站附近的市内公共交通线路 |                                       | |
| 公交车站名称                 | 位置                                  | 停靠线路 |
| Gare SNCF 维希-火车站        | 维希站门口 （对应多个不同的公交站台） | - A线：克勒齐耶莱弗约-让·费里初级中学 ↔ 屈塞-中心 - B线：维希-德贝莱 ↔ 维希-圣达芒角 - C线：阿列河畔美岸-水族馆体育场 ↔ 屈塞-阿尔卢万道 - D线：克勒齐耶莱弗约-雷吉纳尔 ↔ 维希-雷布朗 - E线：维希-运动训练中心 ↔ 屈塞-中心 - G线：维希-火车站 ↔ 高岸-生态公园 |
| 1. 2.                        |                                       | |

## 临近车站
| 维希站（Gare de Vichy）                                                          |                          |                   |
| 上行车站                                                                         | 线路                     | 下行车站          |
| 圣日耳曼沟站                                                                     | 圣日耳曼沟－达尔萨克铁路 | （终点）          |
| （起点）                                                                         | 维希－里永铁路           | 里永-沙泰勒吉永站 |
| - 本表仅显示运营中的线路及车站，圣日耳曼沟－达尔萨克铁路维希以南的路段已全部关闭 |                          |                   |